# Papamosques negre septentrional
El papamosques negre septentrional (Melaenornis edolioides) és una espècie d'ocell de la família dels muscicàpids (Muscicapidae). S'estén per una àmplia franja al sud del Sahel que va des del Senegal fins a Etiòpia, arribant pel sud fins al nord de la regió dels Grans Llacs d'Àfrica. Habita els boscos humits tropicals i les zones de cultiu. El seu estat de conservació es considera de risc mínim.